# Premio Blue Planet
Il Premio Blue Planet è un riconoscimento scientifico creato per premiare il lavoro svolto a favore di un miglioramento dell'ambiente globale.

## Storia
Il premio è stato creato dalla Fondazione Asahi Glass nel 1992. In quell'anno si tenne a Rio de Janeiro il primo Summit della Terra, che vedeva riuniti sia politici che ricercatori. Il premio fu creato per far progredire il progresso scientifico verso un sistema più sostenibile che preservasse l'ecosistema ambientale.
Il nome del premio s'ispira all'affermazione di Yuri Gagarin che guardando il pianeta dallo spazio affermò che la Terra era blu.

## Selezione
Ogni anno la rinomata fondazione giapponese riceve le candidature provenienti da tutto il mondo fra agosto e ottobre. Dopo la selezione i due vincitori, che possono essere sia singoli individui che istituti scientifici, vengono nominati a giugno. In autunno si tiene la cerimonia ufficiale che è anche occasione per una conferenza sui temi ambientali. I vincitori, in quell'occasione, ricevono un attestato di merito, un trofeo commemorativo e un premio pecuniario di 500.000 dollari. Il trofeo è una sfera decorata di vetro blu.

## Vincitori
- 1992: Syukuro Manabe e International Institute for Environment and Development
- 1993: Charles Keeling e l'Union internationale pour la conservation de la nature
- 1994: Eugen Seibold e Lester R. Brown
- 1995: Maurice Strong e Bert Bolin
- 1996: Wallace Smith Broecker e MS Swaminathan Research Foundation
- 1997: James Lovelock e Conservation International
- 1998: Mikhaïl Boudyko e David Brower
- 1999: Paul R. Ehrlich e Qu Geping
- 2000: Theo Colborn e Karl-Henrik Robèrt
- 2001: Robert May e Norman Myers
- 2002: Harold A. Mooney e Gustave Speth
- 2003: Gene E. Likens / F. Herbert Bormann e Vo Quy
- 2004: Susan Solomon e Gro Harlem Brundtland
- 2005: Nicholas John Shackleton e Gordon Sato
- 2006: Akira Miyawaki e Emil Salim
- 2007: Joseph L. Sax e Amory B. Lovins
- 2008: Claude Lorius e José Goldemberg
- 2009: Hirofumi Uzawa e Nicholas Stern
- 2010: James E. Hansen e Robert Watson
- 2011: Jane Lubchenco e Barefoot College
- 2012: William E. Rees / Mathis Wackernagel e Thomas Lovejoy
- 2013: Taroh Matsuno e Daniel Sperling
- 2014: Herman Daly e Daniel H. Janzen / Institut national de la biodiversité (INBio)
- 2015: Partha Dasgupta e Jeffrey D. Sachs
- 2016: Pavan Sukhdev e Markus Borner
- 2017: Hans Joachim Schellnhuber e Gretchen C. Daily
- 2018: Brian Walker e Malin Falkenmark
- 2019: Éric Lambin e Jared Diamond
- 2020: David Tilman e Simon Stuart
- 2021: Veerabhadran Ramanathan e Mohan Munasinghe
- 2022: Jigme Singye Wangchuck e Stephen R. Carpenter
- 2023: Richard Thompson / Tamara Galloway / Penelope Lindeque e Debarati Guha-Sapir[4]
- 2024: Robert Costanza e Piattaforma intergovernativa sulla biodiversità e i servizi ecosistemici[5]